# 圣尼古拉主教座堂 (尼斯)
43°42′14″N 7°15′14″E / 43.70389°N 7.25389°E

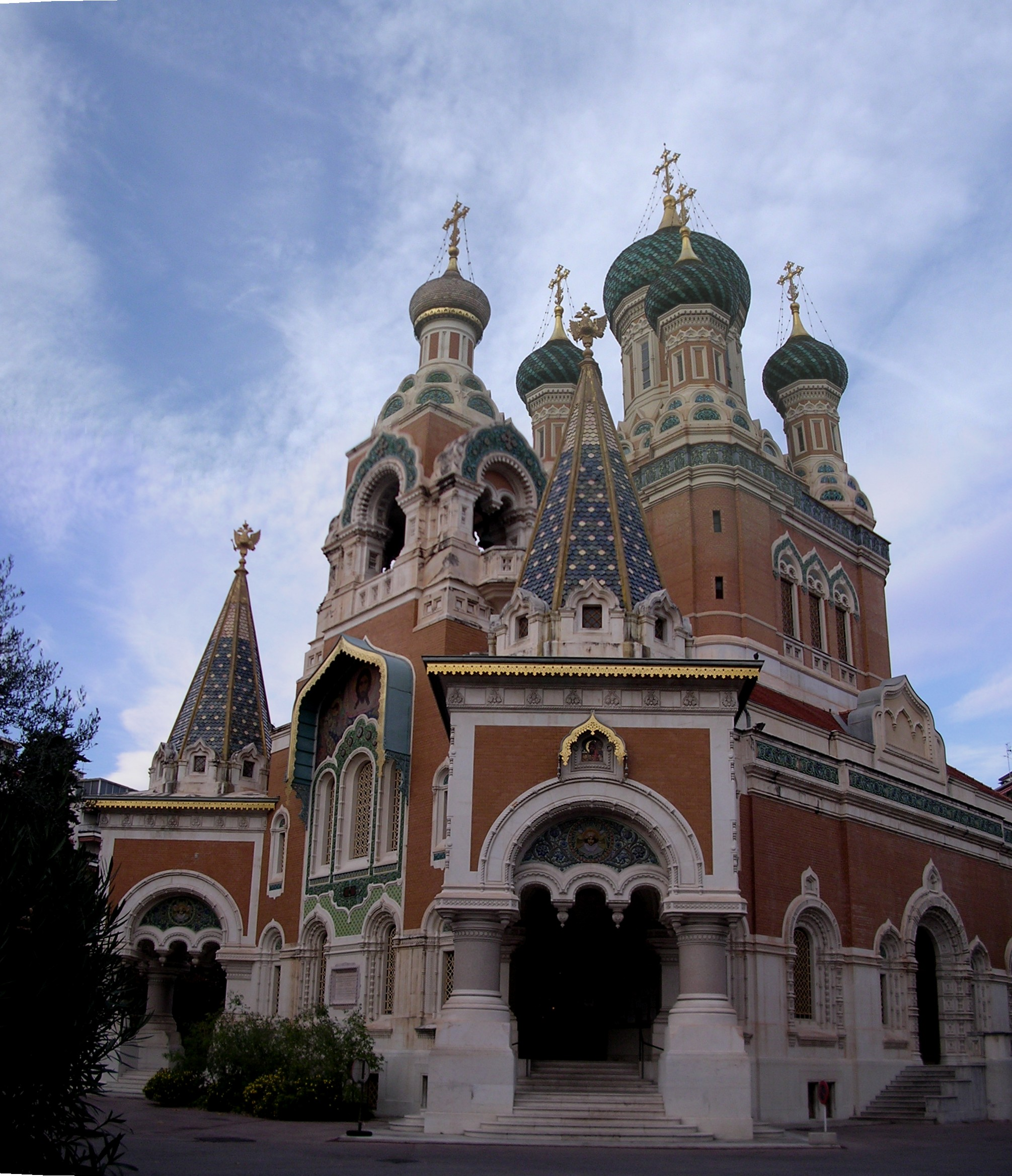
俄罗斯东正教圣尼古拉主教座堂

俄罗斯正教会圣尼古拉主教座堂（Cathédrale Orthodoxe Russe Saint-Nicolas de Nice）是一座俄罗斯正教会的主教座堂，法国的国家历史古迹，位于法国南部城市尼斯，建成于1912年，由沙皇尼古拉二世出资建造，是俄罗斯东正教会在俄罗斯境外最大的一座主教座堂。
19世纪中叶，俄国贵族仿效英国上层阶级和贵族的时尚，前往尼斯和法国里维埃拉旅行。1864年，铁路通到尼斯后，沙皇亚历山大二世乘火车前去旅行，被当地宜人的气候所吸引。从此开始了俄罗斯人和蔚蓝海岸这一持续到今天的联系。兴建主教座堂，是为了服务于19世纪末已经在那里定居的大规模俄罗斯人团体，以及来自宫廷的游客。沙皇尼古拉二世资助了主教座堂的建造，于1912年12月建成。
目前，对于其财产所有权发生了争议。属于海外俄罗斯东正教会管辖下的教区，反对莫斯科牧首（有俄国政府支持）对财产提出的要求。争议似乎源于早已定居在尼斯的俄罗斯贵族和新到来的俄国人之间的冲突。